# Evolvulus alsinoides
Espèce
Evolvulus alsinoides est une espèce de plantes dicotylédones de la famille des Convolvulaceae, à répartition pantropicale, probablement d'origine américaine. C'est une plante herbacée, annuelle ou vivace, aux tiges élancées plus ou moins ramifiées, à fleurs bleues. La plante entière a des applications médicinales chez différents peuples des régions tropicales, notamment en Inde où elle est connue sous le nom de Vishnukrantha et participe à la médecine ayurvédique.

## Description
Evolvulus alsinoidesest une plante herbacée annuelle ou vivace, à tiges plus ou moins nombreuses, prostrées ou ascendantes, élancées, à poils apprimés et étalés. Les feuilles, pétiolées ou subsessiles, ont 0,7 à 2,5 cm de long sur 5 à 10 mm de long.
Les fleurs sont isolées ou groupées en cymes pauciflores, portées par des pédoncules filiformes, de 2,5 à 3,5 cm de long.
Le calice est formé de sépales villeux, lancéolés, de 3 à 4 mm de long. La corolle arrondie, à symétrie pentamère, de couleur bleue, rarement blanche, a 7 à 10 mm de diamètre. Les étamines, aux filaments filiformes, sont soudées à la base du tube de la corolle. L'ovaire, glabre, est surmonté de 2 styles libres.
Le fruit est une capsule globuleuse, à 4 valves, contenant en général 4 graines 4, noires, lisses.

## Taxinomie
Cette espèce a été décrite initialement par Linné sous le nom de Convolvulus alsinoides et  publié en 1753 dans son Species plantarum 1: 157 (1753). Le même Linné l'a ensuite transférée dans le genre Evolvulus en 1762 (Evolvulus alsinoides (L.) L., Sp. Pl., ed. 2. 1: 392)

### Synonymes
Selon The Plant List (25 janvier 2020) :
- Convolvulus alsinoides L. (basionyme)
- Convolvulus linifolius L.
- Convolvulus valerianoides Blanco
- Evolvulus albiflorus M. Martens & Galeotti
- Evolvulus chinensis Choisy
- Evolvulus debilis Kunth
- Evolvulus filiformis Willd. ex Steud.
- Evolvulus hirsutulus Choisy
- Evolvulus pilosissimus M. Martens & Galeotti
- Evolvulus ramiflorus Boj. ex Choisy in DC

### Liste des variétés
Selon The Plant List (25 janvier 2020) :
- Evolvulus alsinoides var. adscendens (House) Ooststr.
- Evolvulus alsinoides var. angustifolia Torr.
- Evolvulus alsinoides var. decumbens (R. Br.) Ooststr.
- Evolvulus alsinoides var. hirsutus (Lam.) Ooststr.
- Evolvulus alsinoides var. javanicus (Blume) Ooststr.
- Evolvulus alsinoides var. rotundifolius Hayata ex Ooststr.